# 洛克耶島

洛克耶島（英語：Lockyer Island），是南極洲的島嶼，位於葛拉漢地的詹姆斯羅斯島南面，長2.5英里，在1843年1月7日由詹姆斯·克拉克·羅斯命名，現時由南極條約體系管理。